# Monestier (Ardèche)
Monestier ist ein Ort und eine südfranzösische Gemeinde mit 59 Einwohnern (Stand 1. Januar 2022) im Département Ardèche in der historischen Kulturlandschaft des Vivarais.

## Lage
Monestier liegt in der bergigen und waldreichen Landschaft des südöstlichen Rands des Zentralmassivs knapp 17 Kilometer (Fahrtstrecke) südwestlich von Annonay bzw. circa 75 Kilometer nordöstlich von Le Puy-en-Velay in einer Höhe von circa 820 m ü. d. M. Das Klima ist gemäßigt; Regen fällt verteilt über das ganze Jahr.

## Bevölkerungsentwicklung
| Jahr                       | 1800 | 1851 | 1901 | 1954 | 1999 | 2014 |
| Einwohner                  | 313  | 331  | 271  | 120  | 65   | 52   |
| Quellen: Cassini und INSEE |      |      |      |      |      |      |

Der kontinuierliche Rückgang der Einwohnerzahlen seit Beginn des 20. Jahrhunderts ist im Wesentlichen auf die Mechanisierung der Landwirtschaft und den damit einhergehenden Verlust an Arbeitsplätzen zurückzuführen.

## Wirtschaft
Traditionell lebte die Bevölkerung von der Viehzucht und von ein wenig Feldbau, der jedoch wegen der Höhenlage nur geringe Erträge hervorbrachte. Heute spielen Forstwirtschaft und Tourismus in Form der Vermietung von Ferienhäusern (gîtes) die bedeutendsten Rollen im Wirtschaftsleben des Ortes.

## Geschichte
In der Antike gehörte die Gegend zum Siedlungsgebiet des keltischen Volksstammes der Helvier. Der mittelalterliche Ort und seine Burg entstand wohl erst im 13. Jahrhundert, wobei der Ortsname auch auf die Existenz eines Klosters oder eines Priorats hindeutet. In der zweiten Hälfte des 16. Jahrhunderts waren der Ort und seine Burg von den Wirren der Hugenottenkriege (1562–1598) betroffen.

## Sehenswürdigkeiten
- Die weitgehend aus nur wenig behauenen Bruchsteinen errichtete einschiffige Kirche St-Roch stammt aus dem 13./14. Jahrhundert; sie war über Jahrhunderte das Ziel von Pilgern und Wallfahrern.
- Die ehemalige Burg wurde in der Zeit der religiös motivierten Auseinandersetzungen zerstört, danach aber in Teilen wiederaufgebaut. Heute befinden sich hier das Bürgermeisteramt und mehrere Ferienwohnungen.

außerhalb
- Die Umgebung eignet sich gut für Wanderungen, die bis auf den Mont du Grand-Felletin führen können, den mit 1387 m höchsten Gipfel im Norden des Départements.